# Уокер, Роберт (художник)
Роберт Уокер (англ. Robert Walker; 1607[…] — 1658[…], Лондон) — английский живописец, портретист. Известен своими портретами лорда-протектора Оливера Кромвеля и других выдающихся британцев эпохи Английской революции. Роберт Уокер находился под сильным влиянием живописи Антониса Ван Дейка. Многие из картин Уокера хранятся в Национальной портретной галерее в Лондоне.

## Биография

### Ранний период
О молодости Роберта Уокера почти ничего не известно. Судя по манере его живописи, на творчество живописца сильное влияние оказали полотна голландского мастера Антониса Ван Дейка. При этом творчество Уокера имеет ряд ярких достаточно самобытных черт. И неизвестно, входил ли Роберт в число ближайших учеников Ван Дейка.

### Карьера
Уокер был главным художником движения Круглоголовых — сторонников английского парламента во времена республики в период с 1649 по 1660 годы. В основном он известен своими портретами Оливера Кромвеля. Современные представления о внешности Кромвеля в основном базируются на изучении картин Уокера (а также его портретов кисти Сэмюэля Купера и Питера Лели). Условно все изображения можно разделить на два основных типа. Более ранние, как правило, изображают Кромвеля в доспехах с перевязью на поясе, и на более поздних лорд-протектор нарисован в основном до пояса. Второй тип портрета гораздо чаще копировался и воспроизводился.
Самой известной картиной первого типа является, пожалуй, полотно, которое сейчас находится в Национальной портретной галерее, а ранее принадлежало семье Рич. Писатель и коллекционер Джон Ивлин (1620—1706) считал эту работу наиболее удачным и точным изображением Кромвеля. Копии этого портрета есть и во многих других музеях. На ещё одном известном портрете Кромвеля кисти Уокера диктатор носит золотую цепь и украшение, присланное ему королевой Швеции Кристиной.
Помимо прочего Уокер нарисовал портреты Генри Айртона, Джона Ламберта (оба находятся в Национальной портретной галерее), Чарльза Флитвуда, Ричарда Кибла и другие видных членов парламента и правительства.
Даже такой тонкий эстет как Джон Ивлин заказал свой портрет именно Уокеру, а не более именитым голландским мастерам. В дневнике Ивлина есть характерные записи: «1 июля 1648 года: доверил нарисовать свой портрет мистеру Уокеру, этому прекрасному художнику»; «6 июля 1650 года: Мистер Уокер, прекрасный художник, показал мне превосходную копию Тициана». Правда, часть исследователей не считают автором этой копии одного из полотен Тициана именно Уокера.
Одна из самых лучших картин Уокера — портрет неизвестного человека. Ранее считалось, что на полотне изображён гравёр Уильям Фэйторн-старший, но позднее от этой версии отказались. В настоящее время данная работа также украшает Национальную портретную галерею.
В 1652 году, после смерти графа Арундела были выделены апартаменты для проживания и создания мастерской в особняке Арундел-хаус, который парламент национализировал.

### Смерть
Точных сведений о годе смерти Уокера нет. Но принято считать, что он скоропостижно скончался в 1658 году.

## Автопортреты
Уокер трижды писал автопортрет. Один из них находится в Национальной портретной галерее, где также хранятся две гравюры с автопортрета, выполненные другими художниками (одна из них была тонко выгравирована ещё при его жизни живописца гравёром Питером Ломбартом). Ещё один автопортрет Уокера находится в Музее Эшмола в Оксфорде.

## Галерея

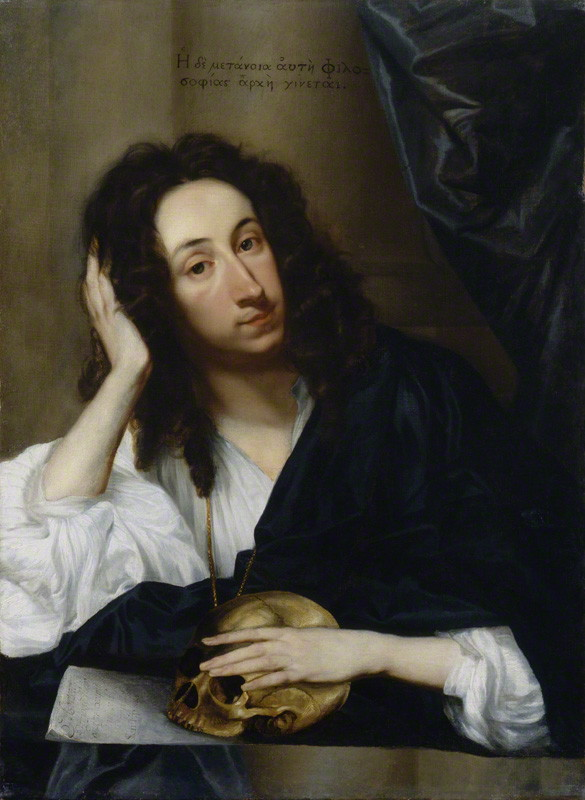
Портрет Джона Ивлина
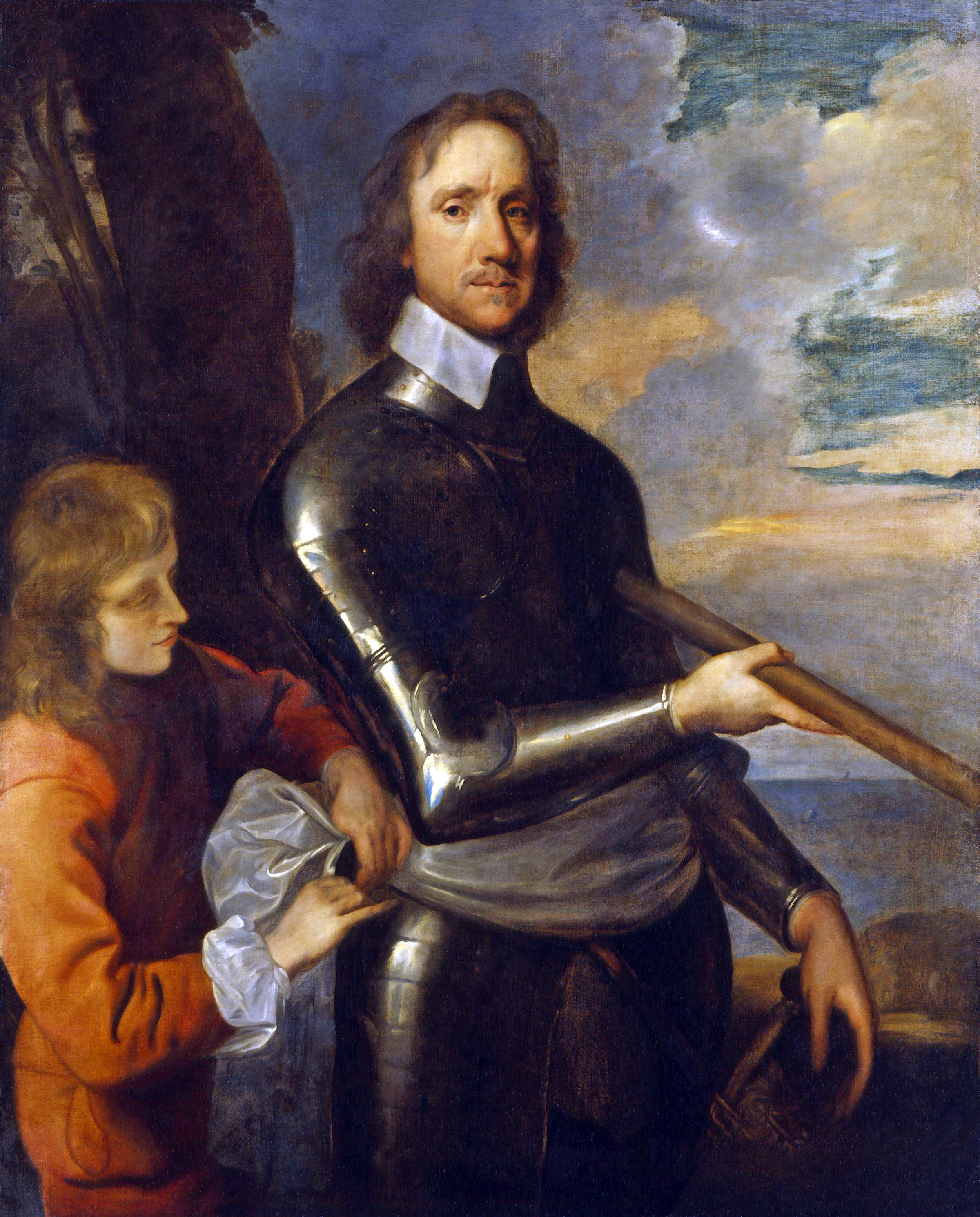
Портрет Оливера Кромвеля
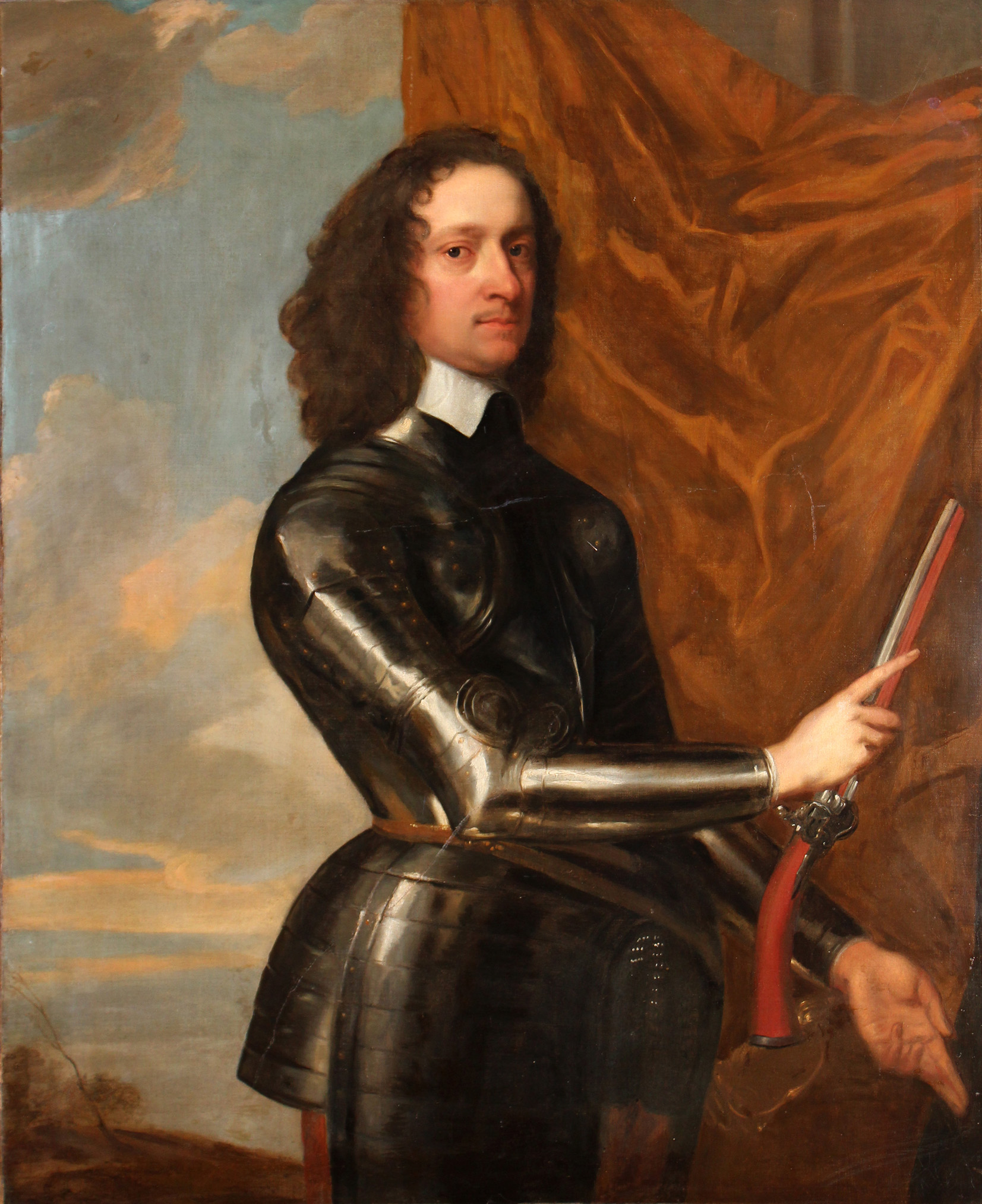
Портрет графа Сэндвича
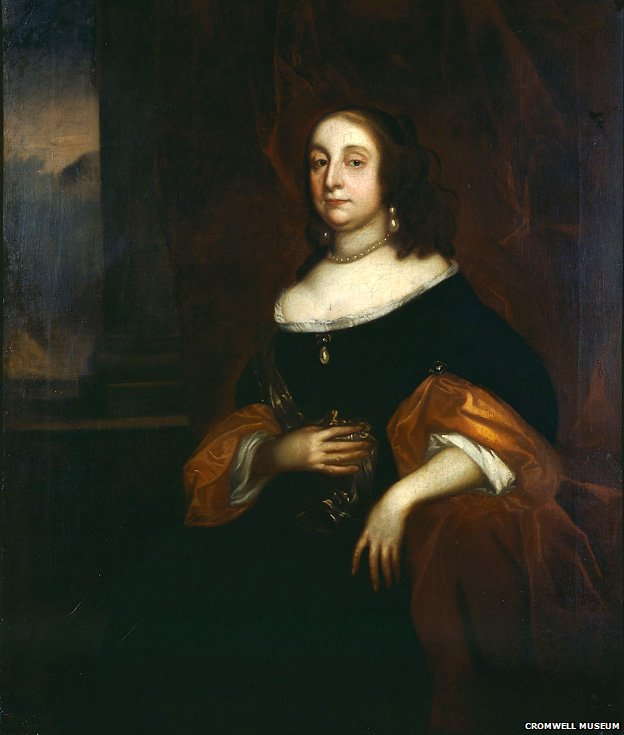
Портрет Элизабет Кромвель
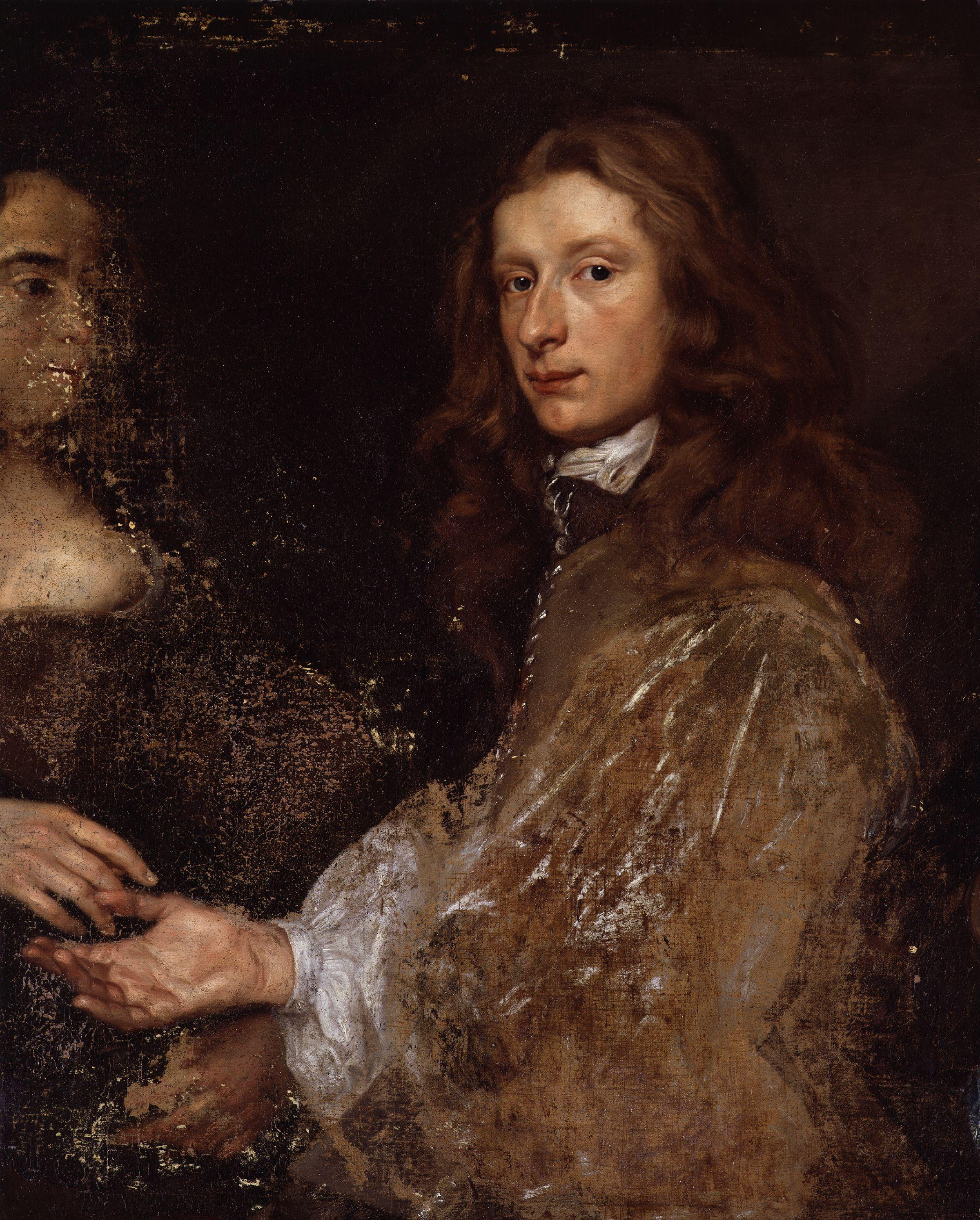
Портрет неизвестного